# Lars Rosing
Lars Rosing (* 25. Januar 1972 in Maniitsoq) ist ein grönländischer Schauspieler.

## Leben
Lars Rosing ist der Bruder des Regisseurs Otto Rosing (* 1967) und des Politikers Michael Rosing (* 1968) sowie der Neffe von Jens Rosing (1925–2008) und der Enkel von Otto Rosing (1896–1965).
2009 hatte er die Hauptrolle im Film Nuummioq inne, bei dem sein Bruder Otto als Regisseur fungierte. Der Film war der erste grönländische Spielfilm und wurde auf dem Sundance Film Festival 2010 nominiert. Lars Rosing erhielt für seine Rolle beim Palm Springs International Film Festival 2011 den Preis für den besten Schauspieler.

## Filmografie
- 2009: Nuummioq